# Alderley (Gloucestershire)
Alderley est une paroisse civile et un village du Gloucestershire, en Angleterre.